# Ariniș
Ariniș (in ungherese Égerhát) è un comune della Romania di 1 051 abitanti, ubicato nel distretto di Maramureș, nella regione storica della Transilvania. 
Il comune è formato dall'unione di 3 villaggi: Ariniș, Rodina, Tămășești.